# 瑪格麗特·卡魯
瑪格麗特·卡魯（德語：Margaret Carroux，1912年5月31日—1991年7月22日）是德國翻譯家，曾將多部法文和英文作品譯為德文，最知名的譯作是J·R·R·托爾金的《魔戒》三部曲。

## 生平
出生於柏林。1948年離開柏林，搬到法蘭克福。她與一位土木工程師結婚，有兩名子女。

## 翻譯
1967年，瑪格麗特·卡魯透過出版商雷納·昂溫聯繫到J·R·R·托爾金，表明她準備翻譯《魔戒》的計畫，並寄去了她翻譯的《尼格爾的葉子》以讓托爾金評估。同年12月，她到英國牛津大學與托爾金會面，在此之後亦與托爾金保持書信往來，向其請教翻譯過程中遇到的問題。在翻譯書中的特有名詞時，卡魯盡量參照托爾金寫的〈《魔戒》翻译指南〉來翻譯。1969年至1970年間，她翻譯的《魔戒》在德國出版（詩歌部分由詩人艾芭-瑪格麗塔·馮·弗萊曼翻譯）。
托爾金專家法蘭克·魏瑞希認為卡魯的《魔戒》譯本盡可能忠實於原文，精準地掌握了托爾金營造的氣氛。

## 外部連結
- 瑪格麗特·卡魯（德国国家图书馆目录相关文献）